# الكريف (السياني)

تعديل مصدري - تعديل

الكريف محلة تابعة لقرية السبرة، التابعة لعزلة الازارق بمديرية السياني إحدى مديريات محافظة إب في الجمهورية اليمنية.، بلغ تعداد سكانها 80 حسب تعداد اليمن لعام 2004.